# Милска равнина
Милската равнина или Милска степ (на азербайджански: Mil düzü; на руски: Мильская равнина) е степна равнина в Азербайджан, част от Куро-Аракската низина, разположена покрай десния бряг на река Кура и западно от долното течение на десния ѝ приток Аракс.
Милската степ представлява полупустинна равнина, на запад приповдигната, с ниски възвишения, разчленени от сухи дерета, а на североизток е ниска и равна, лежаща под морското равнище. Климатът е сух с горещо лято. Годишната сума на валежите е около 300 mm, а на изток и североизток още по-малко. Почвите са сиво-кафяви, сивоземни и сивоземно-степни, на места засолени. Естествената растителност е полупустинна (пелин, солянка) и пустинна. В северната ѝ част е изграден Големият Милско-Карабахски колектор (главен напоителен канал), водите на който се използват за напояване и върху тези напоявани земи се отглеждат памук и зърнени култури. Естествените пасища през пролетта са благоприятни за отглеждане на дребен рогат добитък. В западния ѝ край е разположен град Агджабеди, а в южния – град Имишли.